# Comibaena
Comibaena är ett släkte av fjärilar som beskrevs av Jacob Hübner 1823. Comibaena ingår i familjen mätare.
Släktet innehåller bara arten Comibaena bajularia.

## Bildgalleri

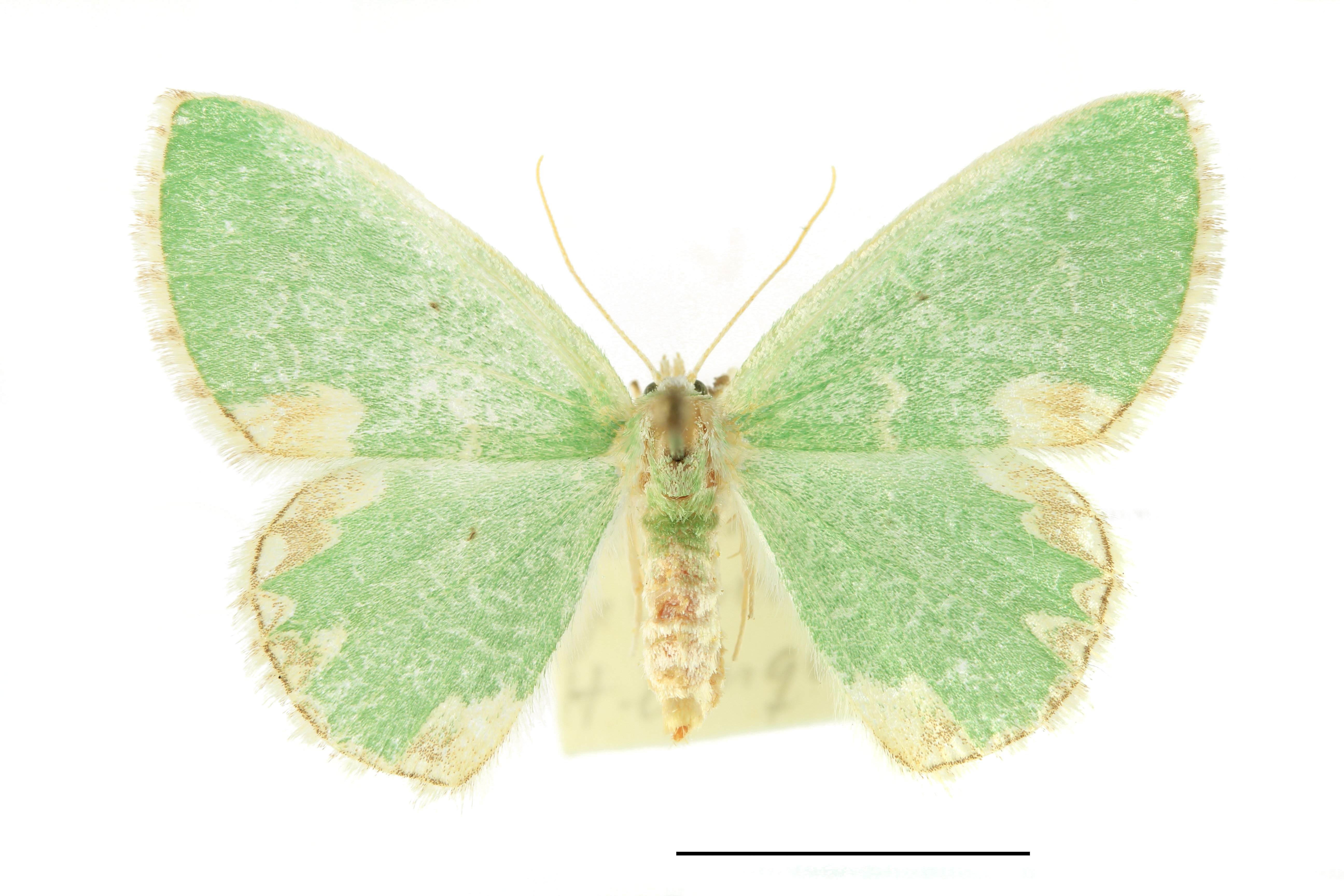
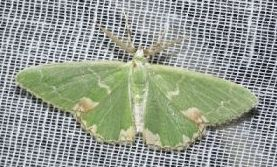
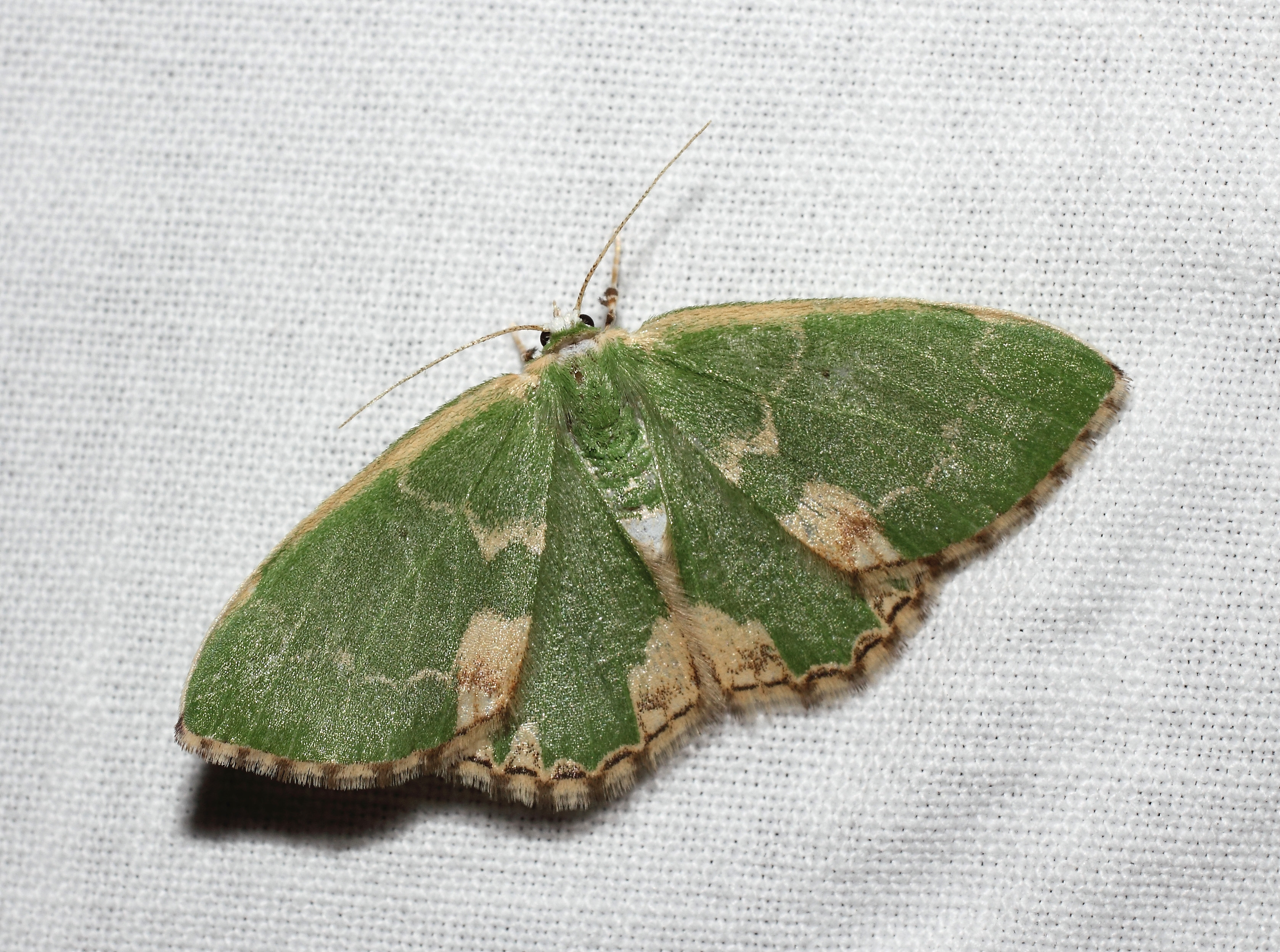
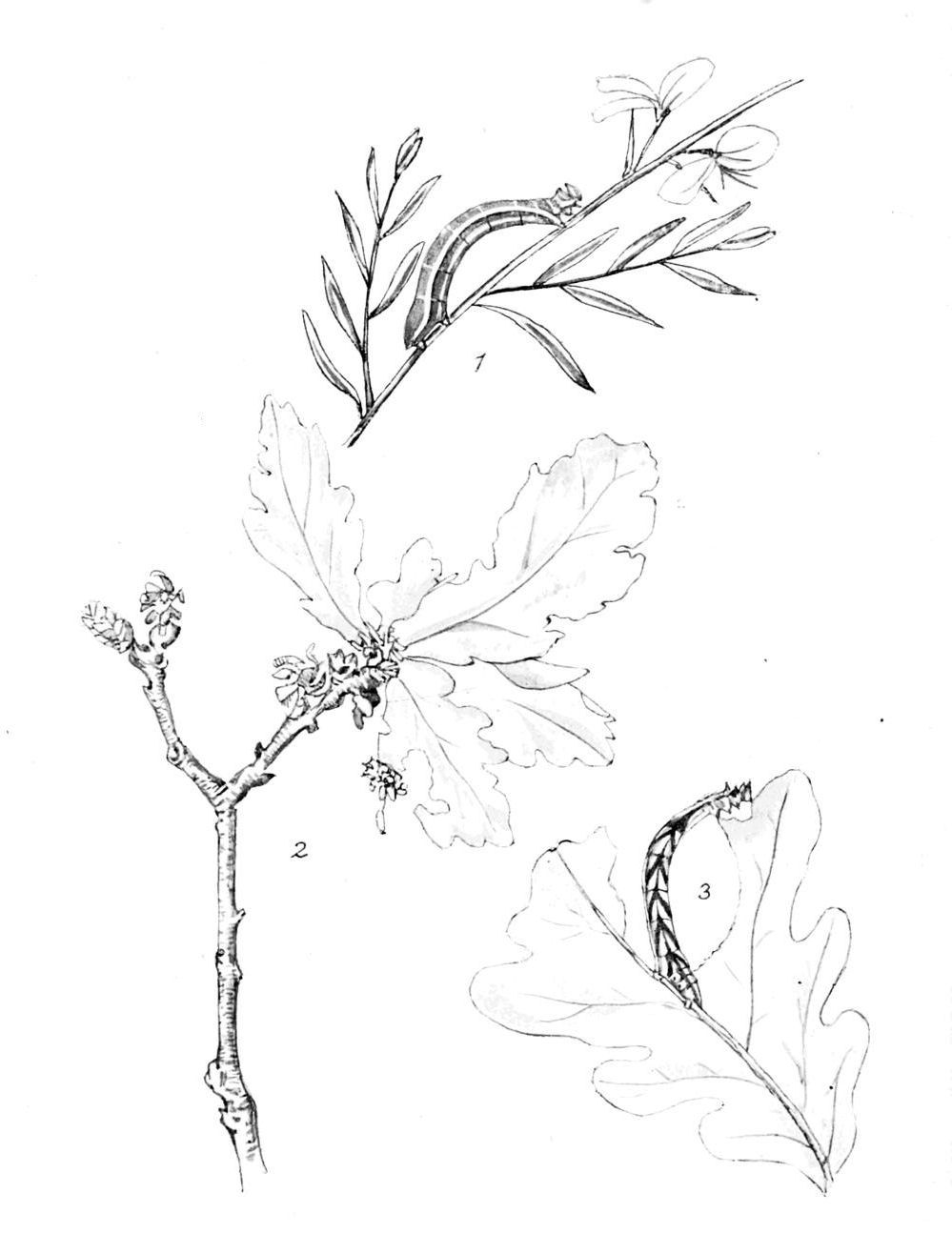
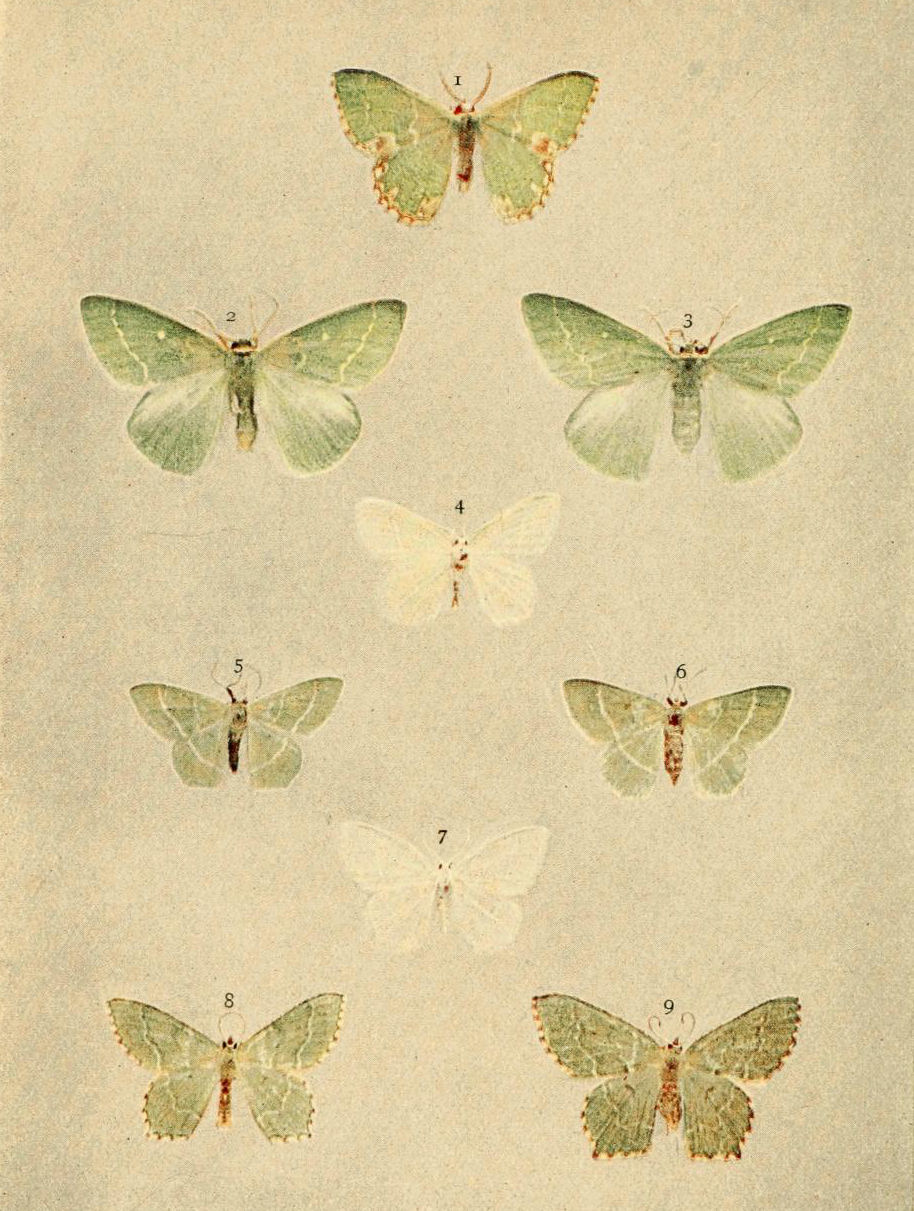
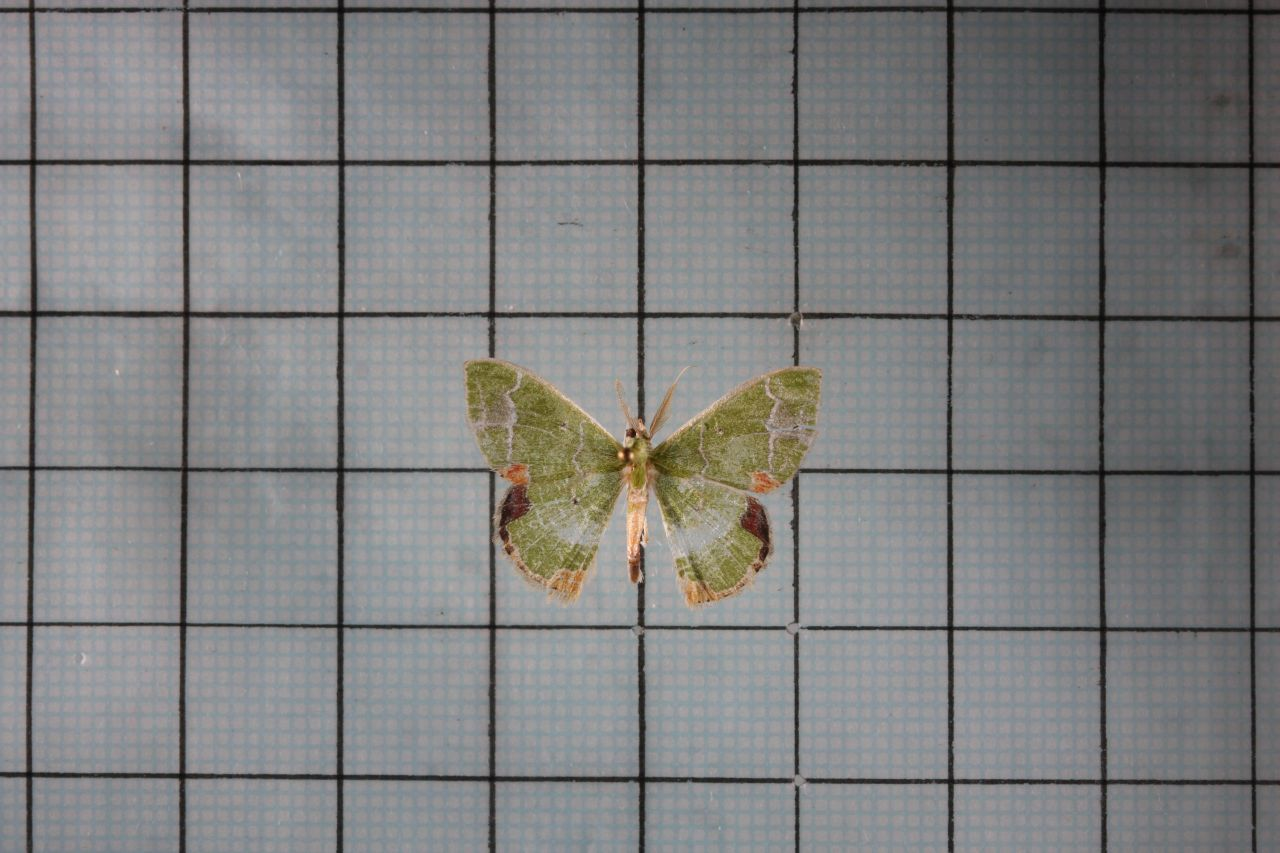